# Ebo pepinensis
Ebo pepinensis es una especie de araña cangrejo del género Ebo, familia Philodromidae. Fue descrita científicamente por Gertsch en 1933.
La hembra mide alrededor de 4 mm y el macho 2.5 mm.

## Distribución
Esta especie se encuentra en Canadá y los Estados Unidos.